# مدرسة ليون الإفريقي الإعدادية والثانوية
مدرسة ليون الإفريقي الإعدادية والثانوية (بالفرنسية: Collège-Lycée Léon l'Africain) هي مدرسة ثانوية فرنسية ودولية في مدينة الدار البيضاء المغربية تقدم التعليم الإعدادي والثانوي باللغة الفرنسية. هي معتمدة لدى الوكالة للتعليم الفرنسي في الخارج.
أنشأتها مجموعة البيليا (Elbilia) الخاصة سنة 2004 وسميت للعالِم الحسن بن محمد الوزان الشهير  ليون الإفريقي.

## رابط خارجي
- مدرسة ليون الإفريقي الإعدادية والثانوية (بالفرنسية)

إحداثيات: 33°35′35″N 7°39′22″W / 33.593°N 7.656°W